# Stephan Sinding
Stephan Sinding (Trondheim, 4 agosto 1846 – Parigi, 23 gennaio 1922) è stato uno scultore norvegese.
È noto soprattutto per le sue opere naturaliste in bronzo e marmo che ritraggono figure umane e animali.

## Biografia
Sinding studiò a Oslo e poi a Berlino. Dimorò a Roma ma trascorse gran parte della sua vita a Copenaghen dove produsse quasi tutte le sue opere. Dal 1874 al 1875 studiò a Parigi e raccolse influenze dalle ultime tendenze realiste nella scultura francese, in particolare da Auguste Rodin e Paul Dubois. Molte delle sculture di Sinding sono attribuite al realismo, ma insieme allo scultore danese Niels Hansen Jacobsen, tra gli altri, sono da molti considerate nello stile del simbolismo. Un esempio della sua opera simbolica è la sua scultura Valkyrjen (la valchiria), una sua fusione in bronzo che si trova nel Churchillparken di Copenaghen.
Nel 1890 ottenne la cittadinanza danese. Nel 1910 si stabilì a Parigi dove visse e lavorò fino alla sua morte nel 1922.
Tra i suoi lavori più conosciuti si annoverano  la scultura Donna barbarica che tiene il corpo del figlio morto e la statua in bronzo di Henrik Ibsen, situata davanti al Nationaltheatret di Oslo.

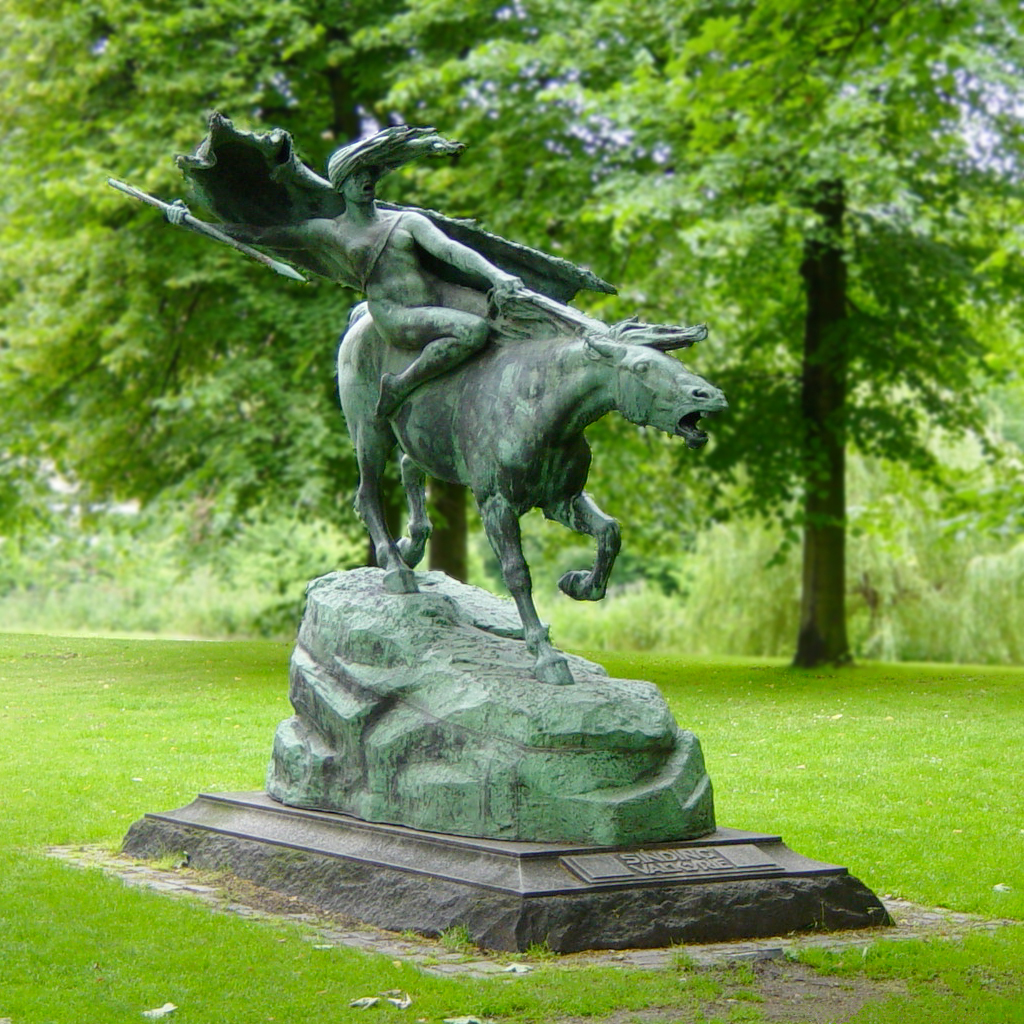
Valkyrjen, di Stephan Sinding (1908) Copenaghen